# Abdelouahab Djahel
Abdelouahab Djahel (en arabe : عبد الوهاب جاهل) est un footballeur algérien né le 24 avril 1985 en Algérie. Il évolue au poste d'avant-centre au MO Constantine.

## Biographie
Il évolue en première division algérienne avec les clubs du DRB Tadjenanet, de l'USM Blida et de l'ASO Chlef,.